# Jack Shea
John Arnos (Jack) Shea (7 september 1910 - 17 januari 2002) was een Amerikaans langebaanschaatser.
Hij is lid van de eerste familie die drie generaties Olympiërs heeft voortgebracht. Zijn zoon Jim Shea sr. was lid van de Amerikaanse skiploeg bij de Winterspelen van 1964 en deed mee met de onderdelen Noordse combinatie en Langlaufen. Zijn kleinzoon Jim Shea jr. deed mee als skeletonracer aan de Olympische Winterspelen van 2002.
Bij zijn enige deelname aan de Olympische Winterspelen, OS 1932 in Lake Placid, won Jack Shea bij de schaatswedstrijden, welke middels het Noord-Amerikaanse systeem met massastarts werd verreden, twee gouden medailles, op de 500 en 1500 meter.
In de vooravond van de Olympische Winterspelen 2002 in Salt Lake City overleed Jack Shea op 91-jarige leeftijd bij een auto-ongeluk. Zijn kleinzoon Jim Shea jr. mocht de Olympische vlag het stadion binnendragen tijdens de Winterspelen van 2002. Later zou hij met de skeleton afdalend van de bobbaan de gouden medaille winnen en deze aan zijn grootvader opdragen.

## Resultaten
| Jaar | Olympische Spelen |
| ---- | ----------------- |
| 1932 | 500m · 1500m      |

### Medaillespiegel
| Kampioenschap     | Goud · | Zilver · | Brons · |
| ----------------- | ------ | -------- | ------- |
| Olympische Spelen | 2      | 0        | 0       |